# Marcusenius rheni
Marcusenius rheni és una espècie de peix pertanyent a la família dels mormírids i a l'ordre dels osteoglossiformes.

## Etimologia
Marcusenius fa referència a l'alemany Johann Marcusen (el primer ictiòleg a estudiar els mormírids de forma sistemàtica), mentre que l'epítet rheni al·ludeix a J. A. G. Rehn, zoòleg de l'expedició que va descobrir aquesta espècie.

## Descripció
El cos fa 20,8 cm de llargària màxima i és de color marró fosc (el cap més fosc o marró negrós). Obertura de la boca força curta. 46-50 (+ 4 o 5) escates a la línia lateral, les més grans al peduncle caudal. Aleta caudal en gran part escatosa, molt emarginada i amb els lòbuls arrodonits i amples. Totes les aletes són d'un marró apagat i amb tonalitats olivàcies. Iris gris fosc.

## Hàbitat i distribució geogràfica
És un peix d'aigua dolça, demersal i de clima tropical, el qual viu a Àfrica: és un endemisme del llac Victòria a Tanzània i Uganda.

## Observacions
És inofensiu per als humans i el seu índex de vulnerabilitat és baix (18 de 100).